# K. W. Jeter
Kevin Wayne Jeter conocido profesionalmente como K. W. Jeter, nació en Los Ángeles, California en 1950, es un escritor de novelas de ciencia ficción y de terror y de ensayos.
Entre las obras de ciencia ficción más populares están sus trabajos inspirados en los universos de Star Trek, Star Wars y Blade Runner. Escribió también una novela cyberpunk, Dr. Adder, que fue recomendada con entusiasmo por Philip K. Dick.
Fue el primero en acuñar el término Steampunk en la revista Locus (abril de 1987).
Actualmente vive en Cuenca (Ecuador).

## Obra

### Novelas
- Seeklight (1975)
- The Dreamfields (1976)
- Morlock Night (1979), secuela de La máquina del tiempo de H. G. Wells
- Soul Eater (1983)
- Dr. Adder (1984)
- The Glass Hammer (1985)
- Infernal Devices (1987)
- Dark Seeker (1987)
- Mantis (1987)
- Death Arms (1989)
- Farewell Horizontal (1989)
- In the Land of the Dead (1989)
- The Night Man (1989)
- Madlands (1991)
- Wolf Flow (1992)
- Noir (1998)
- The Kingdom of Shadows (2011)
- Death's Apprentice (2012), with Gareth Jefferson Jones

Novelas "Ninja"
- Two-Fifty (2006)

Secuelas de Star Wars
- The Mandalorian Armor (1998)
- Slave Ship (1998)
- Hard Merchandise (1999)

Secuelas de Blade Runner
- Blade Runner 2: The Edge of Human (1995)
- Blade Runner 3: Replicant Night (1996)
- Blade Runner 4: Eye and Talon (2000)

Secuelas de Star Trek Deep Space Nine
- Bloodletter (1993)
- Warped (1995)

Terror (escritos bajo el pseudónimo Kim Oh)
- Real Dangerous Girl, (Editions Herodiade Oct. 2011)
- Real Dangerous Job, (Editions Herodiade Oct. 2011)
- Real Dangerous People, (Editions Heordiade Oct. 2011)

### Cómics
- Mister E (DC) (1991)

- N-Vector (Wildstorm) (2000)